# لورا باريت
لورا باريت هي عازفة بيانو ومغنية وكاتبة غنائية كندية، ولدت في 1982.

## وصلات خارجية
- لورا باريت على موقع ميوزك برينز (الإنجليزية)
- لورا باريت على موقع أول ميوزيك (الإنجليزية)
- لورا باريت على موقع ديسكوغز (الإنجليزية)